# Hội Đo lường Việt Nam
Hội Đo lường Việt Nam, đôi khi gọi là Hội Khoa học Kỹ thuật Đo lường Việt Nam, là tổ chức xã hội - nghề nghiệp của những người làm việc trong lĩnh vực đo lường tại Việt Nam. Hội có tên giao dịch quốc tế là Vietnam Metrology Association, viết tắt VMA .
Điều lệ Hội Đo lường Việt Nam (sửa đổi, bổ sung) đã được Bộ Nội vụ phê duyệt tại Quyết định số 635/QĐ-BNV ngày 11 tháng 4 năm 2016 .
Văn phòng Hội đặt tại địa chỉ Phòng 423, nhà D, số 8 đường Hoàng Quốc Việt, phường Nghĩa Đô, quận Cầu Giấy, thành phố Hà Nội, trong khuôn viên của Viện Đo lường Việt Nam .